# Odysseus, Verbrecher.
Odysseus, Verbrecher. Schauspiel einer Heimkehr. ist ein Theaterstück von Christoph Ransmayr, das in Dortmund im Rahmen der Veranstaltungen zu RUHR.2010 uraufgeführt wurde.

## Handlung

### Erste Szene:Willkommen in Ithaka
Als Odysseus nach zwanzig Jahren des Krieges in Troja und der Irrfahrten seiner Heimkehr an die Küste seiner Heimat Ithaka gespült wird, erkennt er sein Land nicht wieder: Schnee liegt auf kahlen Bergen, und davor schwelen Abfallgebirge. Auch Athene, eine Strandläuferin und der erste Mensch, dem Odysseus hier begegnet, entspricht nicht seinen Vorstellungen von einem „Kind Ithakas“: In ihrem Revier, der „Schweinebucht“, erhebt sie Anspruch auf sämtliches Schwemmgut, und was ihr zum Erreichen ihrer Ziele an Körperkraft mangelt, macht sie mit Waffengewalt wieder wett. Sie erkennt Odysseus auch recht schnell, und anstatt den wiedergekehrten König gebührend zu begrüßen, verurteilt sie ihn für seine Taten im Krieg und dafür, dass er seine Familie und sein Königreich so sehr im Stich gelassen hat. Schließlich stellt sie mit ihren letzten Sätzen fest, was sich im weiteren Verlauf der Handlung bestätigen wird: „Heimkehr? Aus einem Krieg, Held Trojas, Städteverwüster, ist noch keiner heimgekehrt – jedenfalls nicht als der, der er war. Willkommen in Ithaka.“

### Zweite Szene:Schlachten
In ihrem Nachtlager spielen drei Hirten – Eumaios, der Sauhirt, Philotios, der Rinderhirt und Melanthos, der Ziegenhirt – um einen Kranz Würste. Ihr Spiel nennt sich „Schlachten“, und der Sieger ist derjenige, dessen gezogene Karten die meisten Gefallenen aufweisen können. In ihrer folgenden Unterhaltung werden die Zustände in Ithaka dargestellt: In der Zeit von Odysseus’ Abwesenheit haben Reformer die Macht an sich gerissen, und darüber hinaus machen sie, allen voran der „Große Reformer“ Antinoos, Odysseus’ Frau Penelope den Hof, um an ihrer Seite die gesamte Macht über Ithaka zu erlangen.

### Dritte Szene:Schläfer, Kämpfer, Untertanen
Odysseus trifft auf die Hirten; sie stürzen sich auf ihn und können ihn überwältigen, doch als sie die Tätowierung auf seinen Fußsohlen sehen – den Totenkopf, das Zeichen der Könige Ithakas – erkennen sie ihren Herrn, fallen ihm zu Füßen und schildern ihm den Zustand seines Königreichs und die bürgerkriegsähnlichen Zustände, die dort herrschen.

### Vierte Szene:Gespenster im Morgengrauen
Als Odysseus aufwacht, ist er von einem Chor der Krüppel umringt. Er erkennt in der Gruppe der Geister sowohl gefallene Kameraden als auch von ihm selbst getötete Gegner; sie machen sich über ihn lustig und öffnen ihm endgültig die Augen für die Missstände in seinem Land: Aus dem Schutt der Müllhalden ragen Ruinen, in denen Obdachlose hausen – Ithaka ist arm geworden, und die Bevölkerung zu einem „Heer von Armseligen“ verkümmert.
Im anschließenden Gespräch mit den Hirten erkennt Odysseus, dass diese den Chor der Krüppel nicht sehen können; und dennoch war es kein Traum: die verwahrlosten Felder, die geborstenen Dämme, die von der Wildnis heimgesuchten Dörfer – „Das ist Ithaka.“

### Fünfte Szene:Vater und Sohn
Zum ersten Mal seit zwanzig Jahren trifft Odysseus nun auf Telemach, seinen mittlerweile erwachsenen Sohn, den er damals als Säugling zurückgelassen hat. Sie unterhalten sich über Penelope, und über den schweren Weg, den Odysseus seit dem Krieg zurückgelegt hat, dem Krieg, den er überwunden zu haben glaubt. Noch immer wird Odysseus von den Krüppeln begleitet, und Telemach, der sie ebenfalls nicht sehen kann, erkennt bei seinem Vater ganz ähnliche Selbstgespräche wie bei seiner Mutter. Schließlich erklärt Odysseus seinem Sohn seinen Plan: Er wird sich unerkannt an seinen Hof begeben um die Reformer „zur Vernunft zu bringen“. Die Hirten sollen sich in der Zwischenzeit am Wehrturm bewaffnen: „Mein Name wird genügen, glaub mir. Wir werden uns dieser Waffen nur versichern, um ihren Mißbrauch zu verhindern. Kein Schuß wird fallen. Meine Heimkehr wird ein Fest werden für alle, glaub mir, ein Fest.“

### Sechste Szene:Siehe, er kommt
Die Reformer Antinoos, Eurymachos und Amphinomos sitzen in ihrem Planungsbüro im ehemaligen Prunksaal des Königshauses und beratschlagen über den geplanten Bau einer Entsalzungsanlage, als die Verrückte Eurykleia ihre Sitzung stört. Sie behauptet, dass Odysseus endlich zurückgekommen sei. Die Reformer glauben ihr nicht, entschließen sich aber dennoch dazu, den Neuankömmling zu empfangen, um sich ihren Spaß mit ihm zu erlauben.
Als Odysseus das Zimmer betritt, erkennen sie ihn tatsächlich nicht, sondern machen sich über ihn lustig und nennen ihn „Fetzenkönig“. Es entwickelt sich eine Diskussion, die schließlich eskaliert und nur durch Penelopes Auftritt in Zaum gehalten werden kann. Sie befiehlt den Reformern den Raum zu verlassen und sie allein mit ihm zu lassen.

### Siebente Szene:Allein mit ihm, allein mit ihr
Penelope hat Odysseus bereits auf den Bildschirmen der Palastwache erkannt und wirft ihm nun vor, seine Familie im Stich gelassen zu haben und, anstatt von sich hören zu lassen und auf schnellstem Wege heimzukehren, die Zeit lieber bei anderen Frauen verbracht zu haben. Odysseus beteuert seine Unschuld und sagt, dass er nun endgültig zurückgekommen sein, doch darauf entgegnet Penelope: „Aber der Mann, den ich geliebt habe, ist im Krieg geblieben … Und die Frau, die er verlassen hat, leidet wie eine Witwe.“
Ihr Streit wird von Telemach unterbrochen, der von den Unruhen berichtet, die sich entwickelt haben: Das Volk hat von Odysseus’ Rückkehr erfahren und fordert nun, ihn zu sehen, während die Reformer die wütende Meute zu beschwichtigen versuchen. Odysseus entschließt sich, mit seinem Sohn und entgegen Penelopes ausdrücklichem Wunsch, gegen die Reformer zu kämpfen: „Jeder Friede wird erkämpft. Und eine Stimme ist niemals vernehmlicher und klarer als in der Stille nach der Schlacht.“

### Achte Szene:Blut
Die Schlacht ist geschlagen, die Reformer sind tot. Odysseus fühlt sich im Recht, er denkt, auf die einzig mögliche Art gehandelt zu haben, doch sein Sohn Telemach hat den Kampf, in dem er Antinoos und Eurymachos getötet hat, mit seinem Verstand bezahlt: Auch er sieht jetzt den Chor der Krüppel und Gefallenen, zu dem sich nun die getöteten Reformer hinzugesellt haben. Penelope ist entsetzt: „Du hast ihm das Schlimmste angetan, was ein Vater seinem Sohn antun kann, du hast ihn zu deinesgleichen gemacht. Odysseus, Verbrecher, du hast ihn zu deinesgleichen gemacht.“
Sie erinnert Odysseus an ein Puppenspiel, das einst zu Telemachs Geburtstag am Hof aufgeführt wurde: Der Held musste sich nach langen Irrfahrten erneut auf den Weg machen, um irgendwann tatsächlich heimzukehren und nicht bloß in der Heimat zu stranden, musste sein Ruder mitnehmen und in ein Land tragen, dessen Bewohner es für eine Schaufel hielten, weil sie das Meer nicht kannten.
Auch Odysseus soll nun sein „Todeszeug“ davonschleppen und es bis zu Menschen tragen, die es für Werkzeug halten, mit dem sich Brücken bauen oder Wunden verarzten lassen.
„Und erst aus einem Land solcher Toren dürfte er endlich heimkehren – und bleiben?“
„Aus einem Land der Toren? Ach, Odysseus. Aus einem … Paradies.“

## Charaktere

### Odysseus, Verbrecher
Odysseus, der Listenreiche, der alle Probleme zuallererst mit seinem Verstand und dann erst mit Gewalt zu lösen versucht hat, hat zehn Jahre Krieg in Troja und zehn Jahre Irrfahrten voller einäugiger Riesen und menschenfressender Insulaner hinter sich, als er endlich an der heimatlichen Küste strandet. Diese Zeit hat ihn verändert: Die Schatten seiner Vergangenheit verfolgen ihn in Form der Krüppel und Gefallenen, die ihm keine Ruhe lassen und ihn ständig erinnern an die Feinde, die er getötet hat, Kameraden, die er in den Tod geführt hat und auch an die Frauen, bei denen er seine Zeit vergeudet hat. Doch nicht nur diese inneren Dämonen, auch die ganz offensichtlichen äußeren Veränderungen machen ihm zu schaffen: Ithaka hat sich verändert, braucht seinen alten König nicht mehr, und auch seine Frau und sein Kind sind nicht mehr dieselben, die er vor zwanzig Jahren verlassen hat. Zwar hat der Heimkehrer den Waffen abgeschworen, doch in seinem Versuch, die alte Ordnung wiederherzustellen, fällt er sehr schnell wieder in die Muster der Gewalt zurück, die ihm in seinen Kriegsjahren gute Dienste geleistet haben, und er wird erneut zum Schlächter.

### Telemach, Verlorener Sohn
Telemach hat seinen Vater zum letzten Mal gesehen, als er noch ein kleines Kind war, kann sich an ihn also nur durch die Erzählungen seiner Mutter erinnern und ist ansonsten ohne Vater aufgewachsen. Als er Odysseus dann erstmals gegenübersteht, ist er unsicher, weiß gar nicht, wie er diesen Mann nennen soll. Dennoch, teilweise aus kindlicher Bewunderung, teilweise aus dem Wunsch heraus, sich zu beweisen, unterstützt er Odysseus durch seine Vermittlung mit dem Volk und kämpft schließlich an seiner Seite gegen die Reformer, von deren Herrschaft er als rechtmäßiger Thronfolger schließlich am stärksten betroffen ist. Das Töten ist jedoch zu viel für ihn, der bisher höchstens auf Schneehühner geschossen hat, und er verfällt dem Wahnsinn. Die Geister der Gefallenen, die schon seinen Vater auf Schritt und Tritt begleiten, verfolgen nun auch ihn.

### Penelope, Verlassene
Seit Odysseus sie verlassen hat, um gegen Troja zu ziehen, hat Penelope die Leitung des Landes übernommen und ihren Sohn allein aufgezogen. Zwar kann sie sich gegen die Überzahl der machthungrigen Reformer nicht durchsetzen, doch ihren Versuchen, sie auch als Freier zu umwerben, weigert sie sich standhaft. Sie glaubt noch an die Rückkehr ihres Ehemannes; als er ihr jedoch tatsächlich gegenübersteht, muss sie erkennen, dass dies nicht mehr der Mann ist, den sie geliebt hat. In der Auseinandersetzung stellt sie sich klar auf die Seite ihres Sohnes, den sie unbedingt beschützen will, kann aber trotzdem nicht verhindern, dass Telemach in die Schlacht zieht und von Odysseus zum Schlächter gemacht wird.

### Eurykleia, Verrückte
Eurykleia, selbst kinderlos, war bereits Odysseus’ Amme, und ebenso die von Telemach. Sie ist eine der Wenigen, die Odysseus treu ergeben geblieben sind und wartet noch hoffnungsvoll auf seine Rückkehr. Im Verlauf von Odysseus’ Abwesenheit ist sie jedoch verrückt geworden und hält jeden, der ans Tor des Palastes klopft, für ihren heimgekehrten Herrn, küsst in diesem Irrglauben sogar einem Staubsaugervertreter die Füße. Als Odysseus dann wirklich kommt, erkennt sie ihn zwar eindeutig an seinem königlichen Tattoo; jetzt schenkt ihr jedoch niemand mehr Glauben.

### Athene, Strandläuferin
Athene repräsentiert die neue Ordnung in Ithaka: Sie hat sich mit den Reformern arrangiert und handelt mit ihnen, dafür bekommt sie von ihnen die nötige Unterstützung, um sich gegen die anderen Strandläufer zu wehren. Ihre Bucht ist von den Strömungen so begünstigt, dass die größten und brauchbarsten Anteile des Schwemmguts hier landen; die anderen Strandläufer beneiden sie um dieses Privileg, doch eigentlich interessiert sie sich nur für die „bleibenden Werte“: Waffen und Munition.
Auch Odysseus wird hier an Land gespült, doch als sie den alten König erkennt, bringt sie ihm nur Verachtung entgegen. Für einen angemessenen Anteil ist sie jedoch bereit, ihm beim Verstecken seiner Kriegsbeute zu helfen.

### Hirten
Die Hirten stehen für das einfache Volk Ithakas: Sie beschweren sich zwar über die Herrschaft der Reformer, kümmern sich aber eigentlich nicht so sehr darum, von wem sie nun regiert werden, solange ihr eigenes Wohlergehen, was Essen, Trinken, Spiel und ihre Herden angeht, gesichert ist. Dennoch sind sie – neben Eurykleia – die Einzigen, die Odysseus freudig empfangen (nachdem sie ihn erkannt haben) und ihn bereitwillig bei seinem Kampf gegen die Reformer unterstützen.

### Reformer
Die Reformer, eine Generation von Männern, die zu Kriegsbeginn nicht mit in die Schlacht ziehen konnten, weil sie noch zu jung waren, haben die Herrschaft in Ithaka unter sich aufgeteilt. Jeder herrscht über einen anderen Abschnitt des Reiches, und doch will jeder von ihnen alles, wagt es aber nicht, die Herrschaft mit Gewalt an sich zu reißen; stattdessen möchten sie sich an Penelopes Seite krönen lassen.
Sie zeichnen sich durch eine große Überheblichkeit aus, und natürlich ist jeder von ihnen sehr auf seinen eigenen Vorteil bedacht; insgesamt jedoch planen sie die Reichsgeschäfte, bauen Dämme und wollen das Land aus jener Krise manövrieren, in das es durch Odysseus’ Abwesenheit geschlittert ist.

### Chor der Krüppel und Gefangenen
Der Chor der Krüppel und Gefangenen ist nicht real existent, sondern nur in Odysseus’ (und später auch Telemachs) Kopf. Dennoch haben sie eine ungeheure Macht über ihn, sodass er die Grenzen zwischen Wirklichkeit und Traum schon bald nicht mehr wahrnehmen kann.
In ihren Reihen erkennt Odysseus sowohl ehemalige Freunde als auch Feinde, doch sie haben keine Namen mehr, und jeder Unterschied zwischen ihnen verblasst. Sie sprechen aus, was Odysseus im Grunde weiß aber nicht wahrhaben will, und es gibt keine Möglichkeit, ihnen zu entkommen.

## Ausgaben
- Christoph Ransmayr: Odysseus, Verbrecher. Schauspiel einer Heimkehr. S.  Fischer, Frankfurt am Main 2010, ISBN 978-3-10-062945-6.